# The Kinks Are the Village Green Preservation Society
The Kinks Are the Village Green Preservation Society indicato anche come Village Green Preservation Society è il sesto album in studio del gruppo rock inglese The Kinks, pubblicato nel novembre 1968. È stato l'ultimo album del quartetto originale (il bassista Pete Quaife lascerà il gruppo nei primi mesi del 1969).
È un concept album ambientato in un villaggio inglese tradizionale. È considerato quasi un album solista di Ray Davies, dove esprime la sua nostalgia per le vecchie tradizioni rurali inglesi. È composto da canzoni scritte e registrate nel corso dei due anni precedenti.
Anche se le vendite dell'album furono all'epoca deludenti, oggi il disco viene ampiamente considerato una delle opere più influenti ed importanti dei Kinks. Nel 2003, l'album è stato inserito alla posizione numero 255 nella lista dei 500 migliori album di sempre redatta dalla rivista Rolling Stone.

## Origine e storia

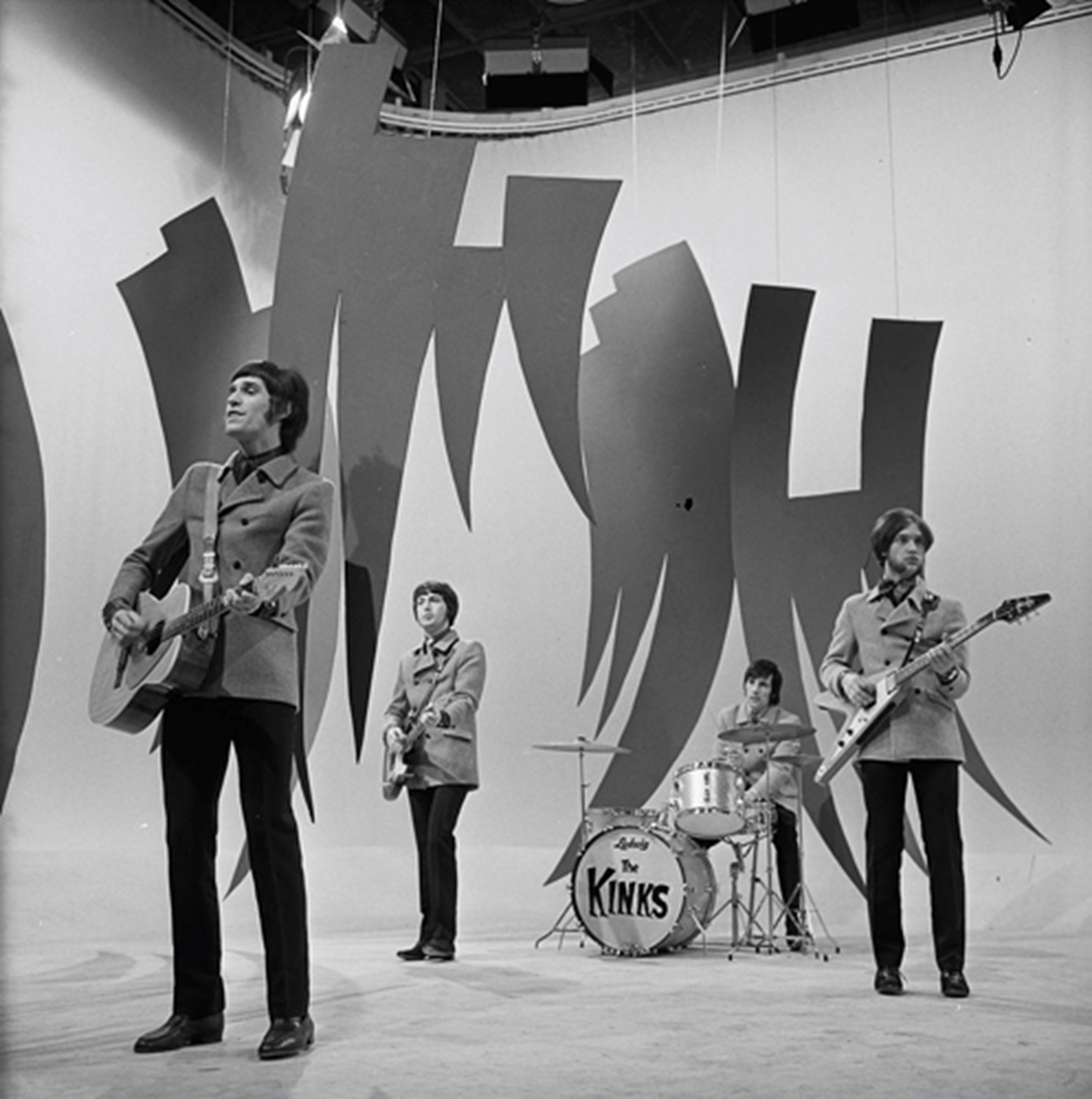
I Kinks nel 1967

Il percorso che portò alla nascita dell'album iniziò con la registrazione del brano Green Village durante le sessioni di Something Else by the Kinks del 1967. Il brano fu ispirato da un viaggio del cantante e compositore Ray Davies nel borgo rurale di Devon, dove iniziò a raccogliere idee per un album tematico che ruotasse attorno al concetto di questo Village Green. L'interesse del gruppo per il progetto cominciò a crescere a metà del 1967.
Le registrazioni iniziarono in un periodo non molto fortunato per il gruppo. Nei primi mesi del 1968, una combinazione di problemi legali e familiari portò alla canzone Wonderboy che, uscita in aprile, fu un fallimento, diventando il primo singolo dei Kinks a non entrare nella Top 30. Davies, deciso a riportare il gruppo al successo, anticipò le sessioni di registrazione dell'album a maggio. Le prime canzoni registrate Misty Water, Picture Book e Days, furono destinate ad essere pubblicate come singoli. Il 27 maggio un nuovo brano fu registrato, Pictures in the Sand, e Days fu revisionata e la versione definitiva fu pubblicata il 24 luglio. Il singolo ebbe successo, salì fino al numero 14 della NME. Poco dopo la sua uscita, Dave Davies rivela finalmente il titolo dell'album: «Green Village, che ruoterà attorno a una cittadina e la sua gente e che sarà la cosa migliore che abbiamo mai fatto».
L'ultima traccia fu completata il 12 agosto, Village Green Preservation Society, e i nastri furono consegnati ai Pye Studios per la pubblicazione. Inizialmente era prevista l'uscita per il 27 settembre, Ray Davies, però, non soddisfatto delle registrazioni, chiese all'etichetta di posticipare l'uscita dell'album per rielaborarlo e aggiungere nuovo materiale. La richiesta però giunse troppo tardi, la Pye aveva già consegnato i nastri all'estero, e il disco (con 12 tracce) era già stato pubblicato in Francia, Italia, Svezia, Norvegia e Nuova Zelanda dove ora queste copie sono diventate estremamente rare e da collezione. Ray Davies propose anche alla Pye di espandere Green Village in un doppio album, ma essa rifiutò.
Si giunse ad un compromesso, una edizione di quindici tracce dell'album in un solo disco. La band tornò in studio per registrare altre due tracce: Big Sky e Last of The Steam Powered Trains.
In ottobre, l'album era pronto, ribattezzato The Kinks Are the Village Green Preservation Society e dopo ulteriori ritocchi, Davies consegnò i nastri master alla Pye, che lo pubblicò il 22 novembre.
Starstruck venne pubblicata su 45 giri in Nord America ed Europa, ma fallì l'entrata in classifica dappertutto tranne che in Olanda.
La canzone Picture Book, anche se mai pubblicata su 45 giri, divenne popolare nel 2004 grazie al suo utilizzo per una pubblicità televisiva della Hewlett-Packard.

## Tematiche

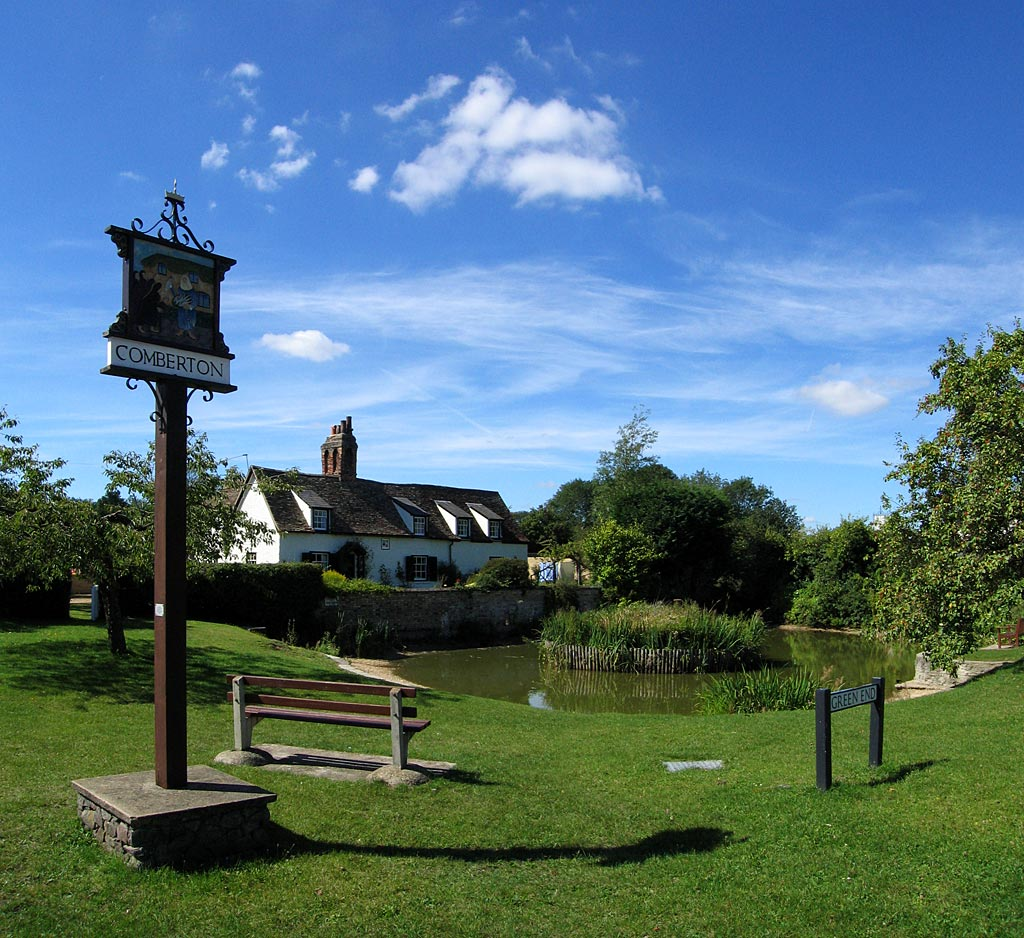
Un "village green", uno spazio aperto comune abitualmente situato in un villaggio rurale tipicamente britannico, usato per rilassarsi e a scopi ricreativi; luogo d'incontro per le persone del paese durante le feste o le cerimonie pubbliche.

Ray Davies ideò l'opera come una sorta di omaggio al tradizionale "borgo britannico", alla vita di campagna e alla cultura agreste e pastorale.. In particolare, il termine "village green" indica uno spazio aperto comune abitualmente situato in un villaggio rurale, usato per rilassarsi e a scopi ricreativi (sport come il cricket sono molto frequenti) e come luogo d'incontro per le persone del paese durante le feste o le cerimonie pubbliche.
I principali temi trattati nell'album nacquero dalla registrazione nel novembre 1966 della traccia Village Green, ispirata a un concerto dei Kinks tenutosi nella cittadina rurale di Devon alla fine del 1966. Questo brano riassume tutte le tematiche portanti dell'album: «I miss the village green, and all the simple people...» ("Mi mancano il villaggio verde, e tutte le persone semplici"). In aggiunta al diffuso sentimento di nostalgia, le canzoni sull'album toccano un vasto assortimento emozionale, dal ricordo di vecchi amici d'infanzia ormai perduti (Do You Remember Walter?), all'inesorabile trascorrere del tempo (People Take Pictures of Each Other, Picture Book), dall'obsolescenza tecnologica (Last of the Steam-Powered Trains), al rifugio nella natura incontaminata (Animal Farm), dall'emarginazione sociale voluta o imposta (Johnny Thunder, Wicked Annabella), all'imbarazzo pubblico (All of My Friends Were There), e alle fantasie infantili (Phenomenal Cat), dalla lontananza da casa (Starstruck), all'accettazione stoica della vita (Big Sky, Sitting By the Riverside). Davies non compose la maggior dei brani con l'intento di seguire dei temi predeterminati su disco; bensì, l'ispirazione per essi evolse naturalmente dallo stile nostalgico dei suoi interessi dell'epoca. La title track, una delle ultime canzoni ad essere scritta e registrata (nell'agosto 1968), unifica effettivamente tutte le tracce in un generale sentimento unitario di nostalgia per i vecchi tempi, volto al preservare esperienze, ricordi, personaggi, e tradizioni, dall'inevitabile progresso e modernizzazione dei costumi: «God save little shops, china cups, and virginity» ("Dio salvi i negozietti, le tazze in porcellana cinese, e la verginità"). Questo stralcio del testo ispirò lo slogan "God Save the Kinks" che venne usato negli Stati Uniti per promuovere il disco, e in seguito associato alla band per tutti gli anni settanta.
Il session man Nicky Hopkins contribuì significativamente all'album. Con l'eccezione della vera orchestra presente nel brano Village Green, tutti i successivi intermezzi orchestrali di tracce come Animal Farm, Days, Starstruck e Phenomenal Cat furono simulati elettronicamente dal Mellotron, suonato sia da Hopkins che da Ray Davies.

## Tracce
Lato 1
Testi e musiche di Ray Davies.
1. The Village Green Preservation Society – 2:45
2. Do You Remember Walter? – 2:23
3. Picture Book – 2:34
4. Johnny Thunder – 2:28
5. Last of the Steam-powered Trains – 4:03
6. Big Sky – 2:49
7. Sitting by the Riverside – 2:21

Lato 2
Testi e musiche di Ray Davies.
1. Animal Farm – 2:57
2. Village Green – 2:08
3. Starstruck – 2:18
4. Phenomenal Cat – 2:34 – (Phenominal sulla copertina dell'LP)
5. All of My Friends Were There – 2:23
6. Wicked Annabella – 2:40
7. Monica – 2:13
8. People Take Pictures of Each Other – 2:10

## Versione originale europea
Lato 1
1. The Village Green Preservation Society
2. Do You Remember Walter?
3. Picture Book
4. Johnny Thunder
5. Monica
6. Days

Lato 2
1. Village Green
2. Mr. Songbird
3. Wicked Annabella
4. Starstruck
5. Phenomenal Cat
6. People Take Pictures Of Each Other

## Edizione deluxe del 2004

### Disco uno (mono)
1. The Village Green Preservation Society - 2:54
2. Do You Remember Walter? - 2:28
3. Picture Book - 2:36
4. Johnny Thunder - 2:32
5. Last of the Steam Powered Trains - 4:11
6. Big Sky - 2:52
7. Sitting by the Riverside - 2:24
8. Animal Farm - 3:02
9. Village Green - 2:12
10. Starstruck - 2:27
11. Phenomenal Cat - 2:39
12. All of My Friends Were There - 2:26
13. Wicked Annabella - 2:44
14. Monica - 2:21
15. People Take Pictures of Each Other - 2:20

### Disco due (stereo)
1. The Village Green Preservation Society - 2:54
2. Do You Remember Walter? - 2:28
3. Picture Book - 2:36
4. Johnny Thunder - 2:32
5. Last Of The Steam Powered Trains - 4:11
6. Big Sky - 2:52
7. Sitting By The Riverside - 2:24
8. Animal Farm - 3:02
9. Village Green - 2:12
10. Starstruck - 2:27
11. Phenomenal Cat - 2:39
12. All Of My Friends Were There - 2:26
13. Wicked Annabella - 2:44
14. Monica - 2:21
15. People Take Pictures Of Each Other - 2:20

Bonus tracks:
1. Days - 2:55
2. Mr. Songbird - 2:25
3. Polly - 2:51
4. Wonderboy - 2:49
5. Berkeley Mews - 2:36
6. Village Green (no strings version) - 2:13

### Disco tre (rarità)
1. Village Green (orchestra overdub, inedito) - 2:22
2. Misty Water (stereo) - 3:05
3. Berkeley Mews (stereo) - 2:40
4. Easy Come, There You Went (stereo, inedito) - 2:25
5. Polly (stereo) - 2:52
6. Animal Farm (alternate stereo mix, inedito) - 3:02
7. Phenomenal Cat (mono strumentale, inedito) - 2:50
8. Johnny Thunder (stereo, remix inedito) - 2:36
9. Did You See His Name (inedito) - 2:00
10. Mick Avory's Underpants (inedito) - 2:19
11. Lavender Hill - 2:56
12. Rosemary Rose - 1:44
13. Wonderboy (stereo mix) - 2:44
14. Spotty Grotty Anna - 2:07
15. Where Did My Spring Go - 2:11
16. Groovie Movies - 2:34
17. Creeping Jean (Dave Davies) (inedito stereo mix) - 3:12
18. King Kong - 3:26
19. Misty Water (mono, inedito) - 3:12
20. Do You Remember Walter (BBC session remix, inedito) - 2:17
21. Animal Farm (BBC session remix, inedito) - 2:56
22. Days (BBC session remix, inedito) - 3:02

## Formazione
- Ray Davies – voce solista, chitarra, tastiere, armonica a bocca, sassofono, tromba, trombone, accordion, oboe, flauto
- Dave Davies – chitarra solista, cori, voce solista in Wicked Annabella
- Pete Quaife – basso, cori
- Mick Avory – batteria, percussioni
- Nicky Hopkins – tastiere, mellotron
- Rasa Davies – cori

## Accoglienza
| Recensione     | Giudizio       |
| -------------- | -------------- |
| AllMusic       |                |
| Ondarock       | Pietra miliare |
| Rolling Stone  |                |
| Pitchfork      |                |
| Blender        |                |
| Piero Scaruffi | [ 9 ]          |

All'epoca della sua prima pubblicazione, The Kinks Are the Village Green Preservation Society venne recensito positivamente in maniera quasi unanime da parte di tutta la stampa musicale sia britannica che statunitense, ma ebbe scarsissimo riscontro di pubblico, con vendite stimate di appena 100.000 copie in tutto il mondo. Nonostante ciò, l'album nel corso degli anni è diventato il più venduto di tutto il catalogo dei Kinks. Una delle ragioni principali del fallimento commerciale dell'album, è da imputarsi al fatto che il disco non contenesse nessun singolo di successo. Anche se si rivelò un tremendo flop, Village Green, sin dalla sua uscita in America nel gennaio 1969, fu "adottato" dalla nuova stampa rock underground, in particolare negli Stati Uniti, dove lo status dei Kinks come "cult band" iniziò a crescere. Sul The Village Voice, l'appena assunto Robert Christgau definì l'opera "di gran lunga il miglior album dell'anno", mentre la rivista Circus ospitò un articolo dal titolo "Kinks—Unhip But Original", che asserì: "I Kinks sono fuori moda, tagliati fuori dallo sviluppo del pop mainstream contemporaneo. Però, sono "out" tanto quanto sono originali ed hanno appena fatto uscire un grande nuovo album". Paul Williams di Rolling Stone scrisse una recensione nella quale elogiava Village Green, dicendo: "L'ho [Village Green] suonato sul giradischi due volte da quando me lo hanno portato questo pomeriggio, e anche se le canzoni mi stanno ancora girando in testa, ogni nuovo ascolto è un misto di gioia rinnovata e scoperta di cose nuove. Che gioia, farsi nuovi amici! Ed ogni singola canzone scritta da Ray Davies è una mia amica diversa". Tuttavia, il disco ebbe anche dei detrattori. In un giornale studentesco, il California Tech, un recensore anonimo lo definì "schmaltz rock", aggiungendo che i brani erano "senza immaginazione, malamente arrangiati, e una brutta copia dei Beatles".
L'LP passò quasi del tutto inosservato in Gran Bretagna, ricevendo solamente una recensione su Disc. L'anonimo recensore scrisse: "I Kinks possono forse non essere sulla cresta dell'onda del pop di questi tempi, ma Ray Davies rimarrà comunque uno dei migliori compositori in assoluto nel corso dei prossimi anni".
Retrospettivamente, il disco ha acquisito uno status di capolavoro sottovalutato e un forte seguito da parte degli appassionati, rimanendo popolare a tutt'oggi. L'idea nostalgica di Davies di decantare le lodi dei "bei tempi andati" si rivelò infelice nel contesto dei tumulti culturali del 1968, finendo per essere vista come un'opera passatista e reazionaria o, nel migliore dei casi, solo "fuori moda", ma la fama dell'album è cresciuta nel corso degli anni.